# Birgit Studt

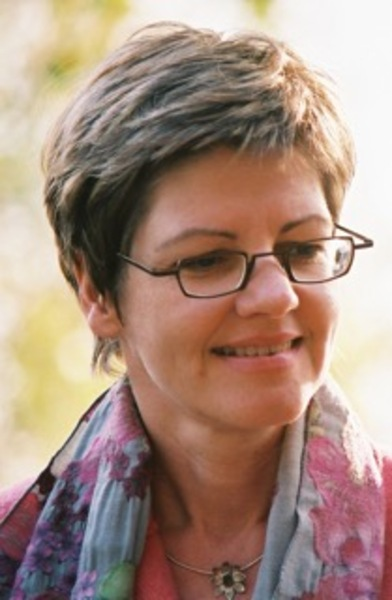
Birgit Studt, aufgenommen von Werner Maleczek im Jahr 2008.

Birgit Studt (* 9. Juli 1960 in Rheine) ist eine deutsche Historikerin. Seit 2005 ist sie Inhaberin des Lehrstuhls für mittelalterliche Geschichte an der Universität Freiburg.
Birgit Studt studierte Geschichte, Germanistik, Erziehungswissenschaften und Volkskunde an der Universität Münster und schloss ihr Studium 1985 mit dem ersten Staatsexamen ab. Im Jahr 1990 wurde sie bei Peter Johanek über Geschichtsschreibung und Geschichtskultur am Heidelberger Hof promoviert. Von 1986 bis 1995 war sie wissenschaftliche Mitarbeiterin des Münsteraner Sonderforschungsbereiches 231 „Träger, Felder, Formen pragmatischer Schriftlichkeit im Mittelalter“ unter Leitung von Hagen Keller. Sie habilitierte sich im Jahre 2000 über die Reformpolitik Papst Martins V. zwischen den Konzilien von Konstanz und Basel. Von 2001 bis 2004 arbeitete Studt als wissenschaftliche Mitarbeiterin des Instituts für Vergleichende Stadtgeschichte an der Universität Münster in einem Forschungsprojekt über gender-Rollen in der Haus- und Familienüberlieferung gesellschaftlicher Eliten in der spätmittelalterlichen Stadt. Nach Vertretungen und Gastprofessuren in Münster und Wien und einem Forschungsaufenthalt am Deutschen Historischen Institut in Rom folgte im Jahr 2005 der Ruf an die Universität Freiburg. Seitdem ist Birgit Studt Inhaberin des Lehrstuhles für mittelalterliche Geschichte II.
Studt publiziert zur Geschichtsschreibung des 13.–15. Jahrhunderts, zur spätmittelalterlichen Schriftkultur, zur Geschichte der Residenzen und höfischen Kultur, zur politischen Kommunikation im Spätmittelalter, zur römischen Kurie und zum höfischen Humanismus sowie Bereichen der neueren Kulturgeschichte. Sie ist Direktorin des Freiburger Mittelalterzentrums und unter anderem Mitglied des Wissenschaftlichen Beirats des Deutschen Historischen Instituts in Rom, der Kommission für geschichtliche Landeskunde in Baden-Württemberg und des Konstanzer Arbeitskreises für mittelalterliche Geschichte. Gemeinsam mit Gabriela Signori organisierte sie im Herbst 2011 eine Reichenau-Tagung des Konstanzer Arbeitskreises für mittelalterliche Geschichte mit dem Thema „Das Konstanzer Konzil als europäisches Ereignis“. Die drei Schwerpunkte des Bandes liegen auf „Begegnungen“, „Kommunikation“ und „Ritualen“.

## Schriften (Auswahl)
Monografien
- Fürstenhof und Geschichte. Legitimation durch Überlieferung (= Norm und Struktur. Studien zum sozialen Wandel in Mittelalter und früher Neuzeit. Bd. 2). Böhlau, Köln u. a. 1992, ISBN 3-412-03592-0 (Zugleich: Münster (Westfalen), Universität, Dissertation, 1990).
- mit Heike Mierau und Antje Sander-Berke: Studien zur Überlieferung der „Flores temporum“ (= Monumenta Germaniae Historica. Studien und Texte. Bd. 14). Hahn, Hannover 1996, ISBN 3-775-25414-5.
- Papst Martin V. (1417–1431) und die Kirchenreform in Deutschland (= Forschungen zur Kaiser- und Papstgeschichte des Mittelalters. Bd. 23). Böhlau, Köln u. a. 2004, ISBN 3-412-17003-8 (Zugleich: Münster (Westfalen), Universität, Habilitationsschrift, 2000; online).
- mit Susanne Rau: Geschichte schreiben. Ein Quellen- und Studienhandbuch zur Historiografie (ca. 1350–1750). Akademie-Verlag, Berlin 2010, ISBN 3-050-04569-8.

Herausgeberschaften
- mit Gabriela Signori: Das Konstanzer Konzil als europäisches Ereignis. Begegnungen, Medien und Rituale (= Vorträge und Forschungen. Bd. 79). Thorbecke, Ostfildern 2014, ISBN 978-3-7995-6879-1 (online).
- mit Antje Sander-Berke: Was weiter wirkt... Recht und Geschichte in Überlieferung und Schriftkultur des Mittelalters. Scriptorium, Münster 1997, ISBN 3-932-61002-4.
- Haus- und Familienbücher in der städtischen Gesellschaft des Spätmittelalters und der frühen Neuzeit (= Städteforschung. Veröffentlichungen des Instituts für Vergleichende Städtegeschichte in Münster. Bd. 69). Böhlau, Köln u. a. 2007, ISBN 3-412-24005-2.